# 弗拉迪米尔·米绍维奇
弗拉迪米尔·米绍维奇（2001年9月15日—），塞尔维亚男子水球运动员，场上位置是守门员。他曾代表塞尔维亚国家队参加2024年夏季奥林匹克运动会男子水球比赛，获得一枚金牌。